# Эсте-Алькоса-Торребланка
Эсте-Алькоса-Торребланка (исп. Este-Alcosa-Torreblanca) — один из одиннадцати административных районов, на которые подразделяется городской муниципалитет Севилья, находящийся в составе комарки Большая Севилья.

## Расположение
Район расположен в восточной части Севильи.
Граничит с:
- районом Севильи Серро-Амате и городским муниципалитетом Алькала-де-Гвадаира — на юге;
- городским муниципалитетом Кармона — на востоке;
- Северным районом Севильи и городским муниципалитетом Ла-Ринконада — на севере;
- районом Севильи Сан-Пабло-Санта-Хуста — на западе.

## Административное деление
Административно Эсте-Алькоса-Торребланка подразделяется на 3 микрорайона (исп. barrios):
- Колорес-Энтерпаркес (исп. Colores-Entreparques);
- Торребланка (исп. Torreblanca);
- Парке-Алькоса (исп. Parque Alcosa-Jardines del Edén)[3][4].

## Население
По состоянию на:
- 1 января 2012 года население района составляло 99 970 человек (49 387 мужчин и 50 583 женщины);
- 1 января 2011 года — 98 365 человек (48 632 мужчины и 49 733 женщины)[2].

## Транспорт
Район пересекают следующие крупные транспортные артерии:
- шоссе А-4[исп.], являющееся южной оконечностью европейского маршрута E05;
- шоссе регионального значения А-92[исп.];
- Севильская кольцевая автомагистраль SE-30[исп.].